# Hinderwet
De Hinderwet is een voormalige Nederlandse wet uit 1875 die regels stelde omtrent bedrijfsactiviteiten die hinderlijk, gevaarlijk en/of schadelijk waren voor de omgeving of het leefmilieu. De volledige naam was Wet, tot regeling van het toezigt bij het oprigten van inrigtingen, welke gevaar, schade of hinder kunnen veroorzaken; tot 1896 was zij ook wel kortweg bekend als de Fabriekwet. De kern van de wet was het vastleggen van de voorwaarden voor het verkrijgen (of verliezen) van een milieuvergunning.

## Geschiedenis
Decennialang was de Hinderwet de belangrijkste milieuwet in Nederland. Soms wordt gedacht dat het de oudste Nederlandse milieuwet was, maar de eerste twee milieuwetten die in werking traden in wat nu Nederland is, stammen uit de Napoleontische tijd en waren geschreven in het Frans: de Mijnwet van 21 april 1810 en Keizerlijk Decreet van 15 oktober 1810 betreffende fabrieken en werkplaatsen die een ongezonde of hinderlijke geur verspreiden. Bovendien werd het Keizerlijk Decreet nog vervangen door het Koninklijk Besluit, rakende de vergunningen ter oprigting van sommige fabrijken en trafijken, van 31 januari 1824. Dankzij het Besluit van 1824 konden naast luchtvervuiling nu alle vormen ernstig gevaar, schade of hinder reden zijn om bedrijven vergunningen te weigeren, terwijl bestaande bedrijven – op straffe van sluiting – voortaan werden verplicht tot maatregelen nemen.
De Fabriekwet oftewel Hinderwet van 1875 werd geschreven om de milieuverontreiniging door het zich tijdens de industriële revolutie snel ontwikkelende fabriekswezen tegen te gaan en aan strengere regulering te onderwerpen. Na een grondige herziening in 1896 werd de Fabriekwet voortaan kortweg de "Hinderwet" genoemd.
In 1956 is er een grootschalige herziening van de Hinderwet doorgevoerd.
Op 1 maart 1990 is artikel 27 Hinderwet vervangen door artikel 8.18 Wet milieubeheer. De resterende bepalingen uit de Hinderwet zijn uiteindelijk op 1 maart 1993 geheel vervangen door de Wet milieubeheer.